# Associazione Calcio Prato 1996-1997
Questa pagina raccoglie le informazioni riguardanti l'Associazione Calcio Prato nelle competizioni ufficiali della stagione 1996-1997.

## Rosa
| N. |                   | Ruolo | Calciatore             |
| -- | ----------------- | ----- | ---------------------- |
|    | Italia (bandiera) | A     | Giovanni Abate         |
|    | Italia (bandiera) | C     | Marcello Albino        |
|    | Italia (bandiera) | P     | Marco Ambrosio         |
|    | Italia (bandiera) | C     | Antonio Armento        |
|    | Italia (bandiera) | D     | Davide Barni           |
|    | Italia (bandiera) | A     | Alberto Bernardi       |
|    | Italia (bandiera) | P     | Alessandro Brunetti    |
|    | Italia (bandiera) | D     | Roberto Bucchioni      |
|    | Italia (bandiera) | C     | Francesco Campolattano |
|    | Italia (bandiera) | A     | Francesco De Francesco |
|    | Italia (bandiera) | C     | Alessandro Doga        |
|    | Italia (bandiera) | A     | Nunzio Falco           |

| N. |                   | Ruolo | Calciatore          |
| -- | ----------------- | ----- | ------------------- |
|    | Italia (bandiera) | C     | Massimo Gallaccio   |
|    | Italia (bandiera) | A     | Denis Godeas        |
|    | Italia (bandiera) | D     | Ivanoe Lanzara      |
|    | Italia (bandiera) | C     | Roberto Marta       |
|    | Italia (bandiera) | D     | Claudio Mascheretti |
|    | Italia (bandiera) | D     | Mario Masini        |
|    | Italia (bandiera) | D     | Massimo Oddo        |
|    | Italia (bandiera) | C     | Nathan Schiavon     |
|    | Italia (bandiera) | D     | Giovanni Serao      |
|    | Italia (bandiera) | C     | Mario Stancanelli   |
|    | Italia (bandiera) | C     | Simone Tognon       |

## Risultati

### Campionato

#### Girone di andata
| 1º settembre 1996 1ª giornata | Montevarchi | 0 – 0 | Prato |  |

| 8 settembre 1996 2ª giornata | Prato | 3 – 1 | Treviso |  |

| 15 settembre 1996 3ª giornata | Prato | 3 – 1 | Fiorenzuola |  |

| 22 settembre 1996 4ª giornata | Carrarese | 1 – 0 | Prato |  |

| 29 settembre 1996 5ª giornata | Prato | 1 – 0 | Monza |  |

| 6 ottobre 1996 6ª giornata | SPAL | 1 – 0 | Prato |  |

| 20 ottobre 1996 7ª giornata | Prato | 2 – 1 | Siena |  |

| 27 ottobre 1996 8ª giornata | Saronno | 0 – 0 | Prato |  |

| 3 novembre 1996 9ª giornata | Prato | 2 – 2 | Modena |  |

| 10 novembre 1996 10ª giornata | Novara | 1 – 2 | Prato |  |

| 24 novembre 1996 11ª giornata | Prato | 0 – 0 | Como |  |

| 1º dicembre 1996 12ª giornata | Pistoiese | 0 – 1 | Prato |  |

| 8 dicembre 1996 13ª giornata | Brescello | 0 – 0 | Prato |  |

| 15 dicembre 1996 14ª giornata | Prato | 0 – 0 | Alessandria |  |

| 22 dicembre 1996 15ª giornata | Carpi | 2 – 0 | Prato |  |

| 29 dicembre 1996 16ª giornata | Prato | 3 – 1 | Spezia |  |

| 12 gennaio 1997 17ª giornata | Alzano Virescit | 0 – 1 | Prato |  |

#### Girone di ritorno
| 19 gennaio 1997 17ª giornata | Prato | 2 – 2 | Montevarchi |  |

| 26 gennaio 1997 19ª giornata | Treviso | 3 – 0 | Prato |  |

| 2 febbraio 1997 20ª giornata | Fiorenzuola | 1 – 0 | Prato |  |

| 9 febbraio 1997 21ª giornata | Prato | 1 – 2 | Carrarese |  |

| 16 febbraio 1997 22ª giornata | Monza | 2 – 0 | Prato |  |

| 23 febbraio 1997 23ª giornata | Prato | 1 – 0 | SPAL |  |

| 2 marzo 1997 24ª giornata | Siena | 0 – 0 | Prato |  |

| 9 marzo 1997 25ª giornata | Prato | 0 – 2 | Saronno |  |

| 16 marzo 1997 26ª giornata | Modena | 0 – 1 | Prato |  |

| 29 marzo 1997 27ª giornata | Prato | 1 – 0 | Novara |  |

| 6 aprile 1997 28ª giornata | Como | 2 – 0 | Prato |  |

| 13 aprile 1997 29ª giornata | Prato | 1 – 1 | Pistoiese |  |

| 20 aprile 1997 30ª giornata | Prato | 0 – 2 | Brescello |  |

| 27 aprile 1997 31ª giornata | Alessandria | 1 – 2 | Prato |  |

| 4 maggio 1997 32ª giornata | Prato | 2 – 1 | Carpi |  |

| 11 maggio 1997 33ª giornata | Spezia | 0 – 1 | Prato |  |

| 18 maggio 1997 34ª giornata | Prato | 1 – 0 | Alzano Virescit |  |